# エスペラント (小惑星)
エスペラント(1421 Esperanto)は、小惑星帯外側にある暗い小惑星で、直径は約55kmである。1936年3月18日にフィンランド南西部のトゥルクにあるIso-Heikkilä 天文台で、フィンランド人天文学者ユルィヨ・バイサラが発見した。恐らくC型小惑星で、自転周期は約22時間である。人工言語であるエスペラント語に因んで名づけられた。

## 軌道と分類
1990年代には、ヴィンチェンツォ・ザッパラによってエオス族に分類されていたが、階層クラスタリング分析によると、特定の小惑星族に属さないと考えられている。
太陽から2.8-3.4天文単位の公転軌道を持ち、1983日（約5.5年）ごとに太陽の周りを公転している。軌道離心率は0.08で、軌道傾斜角は黄道に対して10°である。w:Observation arcは、トゥルクでの公式の発見から約30年遡る、1906年10月のケーニッヒシュトゥール天文台での最初の観測を起点とする。

## 命名
ルドヴィコ・ザメンホフが開発した人工言語であるエスペラント語に因んで、発見者が命名した。この発見者は、別の小惑星に、言語の開発者に因んだザメンホフという命名もしている。両小惑星は、最も遠くにあるw:Zamenhof-Esperanto objectである。公式には、1956年1月に小惑星センターによって、名前が公表された。

## 物理的性質
恐らく、炭素質のC型小惑星であると考えられている。

### 軌道周期
2012年3月、イタリア北部のBignuskie天文台のAndrea Ferreroによる測光観測により、光学曲線が得られた。光学曲線の分析により、光度の振れ幅0.15等級で、自転周期21.982 ± 0.005時間であることが明らかとなった。

### 直径とアルベド
IRAS、あかり、NEOWISE等のミッションにより、エスペラントの直径は、43.3kmから64.3km、アルベドは0.03から0.098であると測定された。
Collaborative Asteroid Lightcurve Linkは、IRASの測定結果を採用し、絶対等級10.3に基づき、アルベドを0.0714、直径を43.31kmとしている。